# Bechhofen (Baviera)
Bechhofen (nome completo: Bechhofen an der Heide) è un comune tedesco di 6 066 abitanti, situato nel land della Baviera.